# Далемберт, Сэмюэл
Самюэль Дэвис Далемберт (англ. Samuel Davis Dalembert; родился 10 мая 1981 года в Порт-о-Пренсе, Гаити) — канадский и гаитянский профессиональный баскетболист, выступавший за команды Национальной баскетбольной ассоциации «Филадельфия-76», «Сакраменто Кингз», «Хьюстон Рокетс», «Милуоки Бакс», «Даллас Маверикс» и «Нью-Йорк Никс». Играл на позиции центрового. Был выбран под 26-м номером на драфте НБА 2001 года клубом «Филадельфия Севенти Сиксерс».

## Биография
Далемберт родился в Порт-о-Пренсе и до 14 лет жил на Гаити, после чего переехал в канадский Монреаль. В 1996 году он стал играть за баскетбольную команду монреальской старшей школы Люсьен-Паже, а в 1998 году переехал в США и заканчивал школу уже в городе Элизабет в штате Нью-Джерси. После окончания школы в 1999 году поступил в Университет Сетон-Холл, два года выступал за университетскую баскетбольную команду. В среднем за игру в студенческом чемпионате набирал 7,1 очков, делал 5,8 подборов и 2,8 блок-шота.
На драфте НБА 2001 года Далемберт был выбран под 26-м номером клубом «Филадельфия Севенти Сиксерс». В дебютном сезоне он не сумел проявить себя на профессиональном уровне, но со второго сезона стал основным игроком команды, выполнял большой объём работы в обороне под кольцом. В среднем за игру в НБА Далемберт делает 2 блок-шота и входит в десятку лучших игроков лиги по этому показателю.
17 июня 2010 года «Филадельфия» обменяла Далемберт в «Сакраменто Кингз» на Спенсера Хоуса и Андреса Носиони.
19 июля 2013 года Далемберт подписал двухлетний контракт с «Даллас Маверикс».
25 июня 2014 года «Даллас Маверикс» обменяли Далемберта, Хосе Кальдерона, Шейна Ларкина, Уейна Эллингтона и два выбора во втором раунде драфта 2014 года в «Нью-Йорк» на Тайсона Чендлера и Реймонда Фелтона.

### Сборная
7 августа 2007 года Далемберт получил гражданство Канады, чтобы выступать за национальную сборную этой страны. Он играл за Канаду на чемпионате Америки 2007 года, где его сборная заняла 5-е место и завоевала право на участие в квалификационном турнире к Олимпийским играм 2008 года. Однако во время квалификационного турнира Далемберт был исключён из состава главным тренером сборной. Канада в итоге проиграла сборной Хорватии и не попала на Олимпийские игры.

### Личная жизнь
Далемберт активно занимается благотворительностью. Он лично пожертвовал 100 тысяч долларов в пользу пострадавших от землетрясения на Гаити в январе 2010 года. За свою благотворительную деятельность Далемберт в 2010 году был удостоен приза имени Дж. Уолтера Кеннеди.

## Статистика

### Статистика в НБА
| Сезон                                                                                    | Команда     | Регулярный сезон | Регулярный сезон | Регулярный сезон | Регулярный сезон | Регулярный сезон | Регулярный сезон | Регулярный сезон | Регулярный сезон | Регулярный сезон | Регулярный сезон | Регулярный сезон | Серия плей-офф | Серия плей-офф | Серия плей-офф | Серия плей-офф | Серия плей-офф | Серия плей-офф | Серия плей-офф | Серия плей-офф | Серия плей-офф | Серия плей-офф | Серия плей-офф |
| Сезон                                                                                    | Команда     | GP               | GS               | MPG              | FG%              | 3P%              | FT%              | RPG              | APG              | SPG              | BPG              | PPG              | GP             | GS             | MPG            | FG%            | 3P%            | FT%            | RPG            | APG            | SPG            | BPG            | PPG            |
| ---------------------------------------------------------------------------------------- | ----------- | ---------------- | ---------------- | ---------------- | ---------------- | ---------------- | ---------------- | ---------------- | ---------------- | ---------------- | ---------------- | ---------------- | -------------- | -------------- | -------------- | -------------- | -------------- | -------------- | -------------- | -------------- | -------------- | -------------- | -------------- |
| 2001/02                                                                                  | Филадельфия | 34               | 0                | 5,2              | 44,0             | 0,0              | 38,9             | 2,0              | 0,1              | 0,2              | 0,4              | 1,5              | Не участвовал  | Не участвовал  | Не участвовал  | Не участвовал  | Не участвовал  | Не участвовал  | Не участвовал  | Не участвовал  | Не участвовал  | Не участвовал  | Не участвовал  |
| 2003/04                                                                                  | Филадельфия | 82               | 53               | 26,8             | 54,1             | 0,0              | 64,4             | 7,6              | 0,3              | 0,5              | 2,3              | 8,0              | Не участвовал  | Не участвовал  | Не участвовал  | Не участвовал  | Не участвовал  | Не участвовал  | Не участвовал  | Не участвовал  | Не участвовал  | Не участвовал  | Не участвовал  |
| 2004/05                                                                                  | Филадельфия | 72               | 60               | 24,8             | 52,4             | 0,0              | 60,1             | 7,5              | 0,5              | 0,6              | 1,7              | 8,2              | 5              | 5              | 38,6           | 55,3           | 0,0            | 40,0           | 12,8           | 0,4            | 0,4            | 1,4            | 11,6           |
| 2005/06                                                                                  | Филадельфия | 66               | 52               | 26,7             | 53,1             | 0,0              | 70,5             | 8,2              | 0,4              | 0,5              | 2,4              | 7,3              | Не участвовал  | Не участвовал  | Не участвовал  | Не участвовал  | Не участвовал  | Не участвовал  | Не участвовал  | Не участвовал  | Не участвовал  | Не участвовал  | Не участвовал  |
| 2006/07                                                                                  | Филадельфия | 82               | 82               | 30,9             | 54,1             | 0,0              | 74,6             | 8,9              | 0,8              | 0,6              | 1,9              | 10,7             | Не участвовал  | Не участвовал  | Не участвовал  | Не участвовал  | Не участвовал  | Не участвовал  | Не участвовал  | Не участвовал  | Не участвовал  | Не участвовал  | Не участвовал  |
| 2007/08                                                                                  | Филадельфия | 82               | 82               | 33,2             | 51,3             | 0,0              | 70,7             | 10,4             | 0,5              | 0,5              | 2,3              | 10,5             | 6              | 6              | 32,1           | 42,2           | 0,0            | 84,2           | 9,5            | 0,5            | 0,3            | 1,7            | 9,0            |
| 2008/09                                                                                  | Филадельфия | 82               | 82               | 24,8             | 49,8             | 0,0              | 73,4             | 8,5              | 0,2              | 0,4              | 1,8              | 6,4              | 6              | 6              | 22,2           | 61,5           | 0,0            | 75,0           | 7,8            | 0,5            | 0,3            | 1,5            | 5,8            |
| 2009/10                                                                                  | Филадельфия | 82               | 80               | 25,9             | 54,5             | 0,0              | 72,9             | 9,6              | 0,8              | 0,5              | 1,8              | 8,1              | Не участвовал  | Не участвовал  | Не участвовал  | Не участвовал  | Не участвовал  | Не участвовал  | Не участвовал  | Не участвовал  | Не участвовал  | Не участвовал  | Не участвовал  |
| 2010/11                                                                                  | Сакраменто  | 80               | 46               | 24,2             | 47,3             | 0,0              | 73,0             | 8,2              | 0,8              | 0,5              | 1,5              | 8,1              | Не участвовал  | Не участвовал  | Не участвовал  | Не участвовал  | Не участвовал  | Не участвовал  | Не участвовал  | Не участвовал  | Не участвовал  | Не участвовал  | Не участвовал  |
| 2011/12                                                                                  | Хьюстон     | 65               | 45               | 22,3             | 50,6             | 0,0              | 79,6             | 7,0              | 0,5              | 0,6              | 1,7              | 7,5              | Не участвовал  | Не участвовал  | Не участвовал  | Не участвовал  | Не участвовал  | Не участвовал  | Не участвовал  | Не участвовал  | Не участвовал  | Не участвовал  | Не участвовал  |
| 2012/13                                                                                  | Милуоки     | 47               | 23               | 16,3             | 54,2             | 100,0            | 69,1             | 5,9              | 0,4              | 0,4              | 1,1              | 6,7              | 1              | 0              | 9,1            | 0,0            | 0,0            | 25,0           | 3,0            | 0,0            | 1,0            | 0,0            | 1,0            |
| 2013/14                                                                                  | Даллас      | 80               | 68               | 20,2             | 56,8             | 0,0              | 73,7             | 6,8              | 0,5              | 0,5              | 1,2              | 6,6              | 7              | 7              | 19,3           | 45,8           | 0,0            | 66,7           | 8,4            | 0,0            | 0,3            | 1,4            | 4,6            |
| 2014/15                                                                                  | Нью-Йорк    | 32               | 21               | 17,0             | 43,8             | 0,0              | 70,0             | 5,3              | 0,9              | 0,4              | 1,3              | 4,0              | Не участвовал  | Не участвовал  | Не участвовал  | Не участвовал  | Не участвовал  | Не участвовал  | Не участвовал  | Не участвовал  | Не участвовал  | Не участвовал  | Не участвовал  |
|                                                                                          | Всего       | 886              | 694              | 24,4             | 52,1             | 8,3              | 70,6             | 7,8              | 0,5              | 0,5              | 1,7              | 7,7              | 25             | 24             | 26,5           | 50,0           | 0,0            | 63,2           | 9,2            | 0,3            | 0,4            | 1,4            | 7,2            |
| Наведите курсор мыши на аббревиатуры в заголовке таблицы, чтобы прочесть их расшифровку. |             |                  |                  |                  |                  |                  |                  |                  |                  |                  |                  |                  |                |                |                |                |                |                |                |                |                |                |                |

### Статистика в других лигах
| Сезон                                                                                   | Команда        | Лига  | GP | GS | MPG  | FG%  | 3P%  | FT%  | RPG  | APG | SPG | BPG | PPG  |  |
| 2015/16                                                                                 | Шаньси Чжунъюй | КБА   | 20 | 3  | 27,9 | 50,5 | 56,3 | 55,2 | 11,5 | 0,6 | 1,0 | 2,2 | 12,7 |  |
|                                                                                         |                | Всего | 20 | 3  | 27,9 | 50,5 | 56,3 | 55,2 | 11,5 | 0,6 | 1,0 | 2,2 | 12,7 |  |
| Наведите курсор мыши на аббревиатуры в заголовке таблицы, чтобы прочесть их расшифровку |                |       |    |    |      |      |      |      |      |     |     |     |      |  |